# 沖縄アカデミー専門学校
沖縄アカデミー専門学校（おきなわアカデミーせんもんがっこう）は、沖縄県豊見城市に所在する専修学校。

## 概要
1993年に設置。
介護福祉学科が設置されている。
2020年には介護福祉学科に進学を見据えた日本語学科を設置。
2023年3月18日の理事会で2024年度以降の募集停止が決定される。